# Kandang (Darul Imarah)
Kandang is een bestuurslaag in het regentschap Aceh Besar van de provincie Atjeh, Indonesië. Kandang telt 288 inwoners (volkstelling 2010).